# NGC 5944
NGC 5944 је спирална галаксија у сазвежђу Змија која се налази на NGC листи објеката дубоког неба.
Деклинација објекта је + 7° 18' 29" а ректасцензија 15h 31m 47,6s. Привидна величина (магнитуда) објекта NGC 5944 износи 15,0 а фотографска магнитуда 15,8. NGC 5944 је још познат и под ознакама MCG 1-40-4, CGCG 50-13, HCG 76A, PGC 55321.